# 赖利·穆尔
赖利·麦高恩·穆尔（1980年7月1日—）为美国共和党籍政治人物，目前担任西弗吉尼亚州第二国会选区联邦众议员。他曾于2021年至2025年担任第25任西弗吉尼亚州司库，并于2017年至2019年担任西弗吉尼亚州众议院第67选区议员。

## 早年生活及职业生涯
穆尔获得了C·S·门罗技术中心的焊接学徒证书、乔治梅森大学的政府学学士学位以及国防大学的战略安全研究硕士学位，他还曾担任美国众议院外交事务委员会的职员。
从2013年到2017年，穆尔担任波德斯塔集团副总裁。该公司并参与了负责“欧洲现代乌克兰中心”相关事务的一个客户团队，这一中心成立的宗旨是代表乌克兰前总统维克多·亚努科维奇的利益。不过在随后的调查中，穆尔从未被认为与此案有关。自2017年起，穆尔担任德事隆的董事。

## 州众议员
在2016年西弗吉尼亚州众议院第67选区现任议员宣布不再连任后，穆尔决定参选并成功击败对手罗德·斯奈德。在当选后，穆尔担任共和党多数党助理党鞭。
2018年，穆尔获众议院议长罗杰·汉肖提名出任众议院下一任多数党领袖，不过他在同年连任竞选中败给了约翰·道尔。

## 西弗吉尼亚州司库
2020年，穆尔竞选西弗吉尼亚州司库。他在共和党初选中没有遇到任何对手，并在大选中与任职24年的现任司库约翰·珀杜对阵。最终穆尔以56%的得票率赢得了大选。
穆尔在担任州司库期间反对ESG投资。2022年6月，穆尔向六家金融机构（贝莱德、摩根大通、富国银行、摩根士丹利、美国合众银行和高盛）发送信件，称由于他们反对化石燃料行业，这些机构将不再获准与西弗吉尼亚州开展业务。

## 联邦众议员
2022年11月21日，穆尔宣布将在2024年选举中竞选西弗吉尼亚州第二国会选区的联邦众议院议员，接替竞选联邦参议员的亚历克斯·穆尼。穆尔在共和党提名初选中以46%的得票率击败其他四名候选人，最终在决选中以超过70%的得票率轻松赢得竞选。

## 个人生活
穆尔的祖父小阿奇·A·穆尔曾任西弗吉尼亚州州长，他的名字取自其祖母谢莉·赖利·穆尔。他的姑姑谢莉·穆尔·卡皮托和表弟穆尔·卡皮托也都是政治人物。穆尔是虔诚的罗马天主教徒，与他的妻子吉列米娜（娘家姓加西亚）以及他们的两个女儿还有儿子住在西弗吉尼亚州哈珀斯费里。

## 选举历史
| 年份   | 职位       | 党派 | 党派   | 初选    | 初选   | 初选 | 决选    | 决选  | 决选 | 结果 | 轮替 | 轮替 | 参考文献            |
| 年份   | 职位       | 党派 | 党派   | 得票数  | %      | 排名 | 得票数  | %     | 排名 | 结果 | 轮替 | 轮替 | 参考文献            |
| ------ | ---------- | ---- | ------ | ------- | ------ | ---- | ------- | ----- | ---- | ---- | ---- | ---- | ------------------- |
| 2016年 | 州众议院   |      | 共和党 | 1,177   | 78.1%  | 1    | 4,230   | 50.6% | 1    | 胜   |      | 取得 | [ 9 ] [ 21 ] [ 22 ] |
| 2018   | 州众议院   |      | 共和党 | 1,084   | 80.5%  | 1    | 3,320   | 44.1% | 2    | 负   |      | 取得 | [ 12 ]              |
| 2020   | 司库       |      | 共和党 | 169,798 | 100.0% | 1    | 425,745 | 56.3% | 1    | 胜   |      | 取得 | [ 14 ]              |
| 2024   | 联邦众议员 |      | 共和党 | 47,033  | 45.0%  | 1    | 268,190 | 70.8% | 1    | 胜   |      | 维持 | [ 18 ] [ 19 ]       |